# مارتن دريلير
مارتن دريلير (بالألمانية: Martin Driller)‏ مواليد 2 يناير 1970 في بادربورن لاعب كرة قدم ألماني سابق.

## روابط خارجية
- مارتن دريلير على موقع قاعدة بيانات كرة القدم.إي يو (الإنجليزية)
- مارتن دريلير على موقع بيانات كرة القدم. دي إي (الألمانية)
- مارتن دريلير على موقع عالم كرة القدم.نت (الإنجليزية)